# Berasia
Berasia là một thị xã và là một nagar panchayat của quận Bhopal thuộc bang Madhya Pradesh, Ấn Độ.

## Địa lý
Berasia có vị trí 23°38′B 77°26′Đ / 23,63°B 77,43°Đ Nó có độ cao trung bình là 484 mét (1587 foot).

## Nhân khẩu
Theo điều tra dân số năm 2001 của Ấn Độ, Berasia có dân số 24.289 người. Phái nam chiếm 53% tổng số dân và phái nữ chiếm 47%. Berasia có tỷ lệ 57% biết đọc biết viết, thấp hơn tỷ lệ trung bình toàn quốc là 59,5%: tỷ lệ cho phái nam là 64%, và tỷ lệ cho phái nữ là 48%. Tại Berasia, 18% dân số nhỏ hơn 6 tuổi.